# توماس هولوباينين
توماس هولوباينين (بالفنلندية: Tuomas Holopainen)‏ من مواليد 25 ديسمبر / كانون الأول 1976، هو مغني وكاتب غنائي وموسيقي ومنتج فنلندي بدأ مسيرته الفنية عام 1992م. وهو أحد الأعضاء الرئيسيين في فرقة نايتويش.
كتب هولوباينين العديد من الأغاني التي تم تضمينها في الموسيقى التصويرية للأفلام، بالإضافة إلى التعاون مع فرقة نايتويش، ومطرب الذكور Marco Hietala في أغنية «بينما شفاهك لا تزال حمراء»، للفيلم الفنلندي Lieksa! في عام 2007. كما شارك في كتابة الموسيقى لفيلم نايتويش الخاص، Imaginaerum ، الذي صدر في نوفمبر 2012م.
أصدر هولوباينين ألبومه المنفرد الأول "Music Inspired by Life and Times of Scrooge" في عام 2014م.

## النشأة والشخصية
ولد توماس هولوباينين في Kitee ، فنلندا، في 25 ديسمبر / كانون الأول 1976. كان والداه رائد الأعمال بينتي هولوباينين
و أمه كريستي نورتيا هولوباينين (بالإنجليزية: Kirsti Nortia-Holopainen)‏ ، وهي مدرسة سابقة ومدرسة للغة الإنجليزية في مدرسة ابتدائية صغيرة. ولديه شقيقة أكبر سناً تدعى سوزانا تعمل كطبيب جراح وأخصائي مسالك بولية، وشقيق أكبر يدعى بتري، وهو مساعد لتشريح الجثث.
هو والمغنية إلينا سييرالا هما أولاد عم. ظهرت موهبته الموسيقية ومهاراته في التعبير النصي في وقت مبكر في المدرسة.
ادخلته والدته لصفوف العزف على البيانو في المدرسة عندما كان عمره سبع سنوات، وبعد ذلك درس كلارينيت، التينور الساكسفون، البيانو ونظرية الموسيقى لمدة اثني عشر عاما في كلية الموسيقى. ومع ذلك، لم يلعب كلارينيت ولا الساكسفون منذ منتصف التسعينيات. كان طموحًا في الأصل أن يكون عالِمًا بيولوجيًا.

## وصلات خارجية
- توماس هولوباينين على موقع IMDb (الإنجليزية)
- توماس هولوباينين على موقع ميوزك برينز (الإنجليزية)
- توماس هولوباينين على موقع أول ميوزيك (الإنجليزية)
- توماس هولوباينين على موقع ديسكوغز (الإنجليزية)
- توماس هولوباينين على موقع قاعدة بيانات الفيلم (الإنجليزية)

- الموقع الإلكتروني